# 歯列矯正
歯列矯正（しれつきょうせい）とは、歯列の不正咬合を治すこと。

## 不正咬合の種類
不正咬合には、個々の歯の位置の不正、複数の歯の位置の不正、歯列弓の形態の不正、上下顎の歯列弓の位置関係の不正がある。歯列弓の位置関係について、アングルの不正咬合の分類がある。

## 不正咬合の治療

### 矯正を行う時期と治療期間
矯正を行う時期については、個々の症例で大きな差がある。一概には言えないが、子供で1〜5年程度、大人であれば1〜3年近く治療が必要。子供の場合、成長に伴って顎や歯の並びが変わっていくので治療年齢によっては長期にわたる場合がある。
大人でも矯正は可能である。しかしながら、子供であれば顎の成長と歯の生え替わりを利用する事により装置を利用して矯正可能な範囲であっても、大人の場合は手術が必要となることもある。

### 治療の段階
1. オルソパントモグラフィおよびセファログラフィによる診断
2. 顎の発育コントロール
3. 必要に応じた抜歯
4. 歯の3次元的移動
5. 歯磨き指導
6. 保定

### 矯正装置

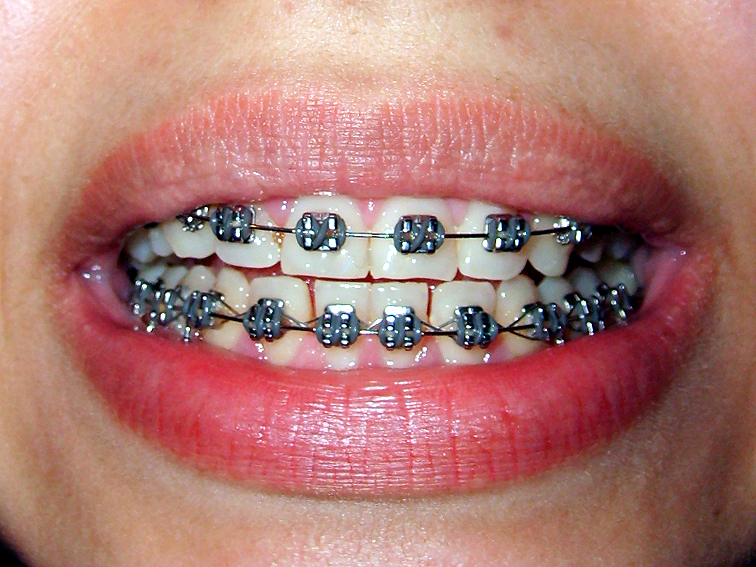
矯正装置を付けた歯

矯正の自由度、見た目、価格などにより様々な矯正装置が開発されており、それぞれ長所、短所がある。矯正装置は大きく分けると、器械的な力を用いて歯の移動や顎の成長のコントロールを行う器械的矯正装置と、それ自体はなんら力を及ぼさせず、患者の口腔周囲の機能を整える機能的矯正装置の二種類がある。

#### 歯列矯正装置
- 上顎顎外固定装置（ヘッドギア）、上顎前方牽引装置
- 舌側弧線装置、唇側弧線装置
- ブラケット(ブレース)
  - マルチブラケット
    - エッジワイズ装置：エッジワイズ法
    - ベッグ装置：ベッグ法

  - プラスチックブラケット
  - マイクロアーチブラケット
  - クリアブラケット
  - オベーションブラケット
  - セラミックブラケット
  - セルコン ジルコニア ブラケット
- MIMバッカルチューブ
- バンド、輪ゴム
- マウスピース矯正[1]

等がある。

### 保定
矯正において、目的の位置に歯や顎骨が移動した後、その位置に固定し、後戻りしないようにする作業を保定という。一般的には器械的保定を行う。保定を行う期間については、個人差などにより一概には言えない。

### 問題
- う蝕(虫歯)、歯肉炎、歯根膜炎
- 歯の痛み
- 装置の破損
- 歯根吸収
- 口内炎
- 発音障害
- 咀嚼障害
- ワイヤー、ブラケットなどの陥入による潰瘍
- 装置による軽度の不眠
- 体重減少
- 習慣性顎位の変化に伴う歯ぎしり、クレンチング（食い縛り）、咀嚼筋痛、咬耗症など
- 口腔内は皮膚より吸収が強く、金属ブラケットによる化学物質過敏症や金属アレルギーも報告されているため、アレルギー体質の人は治療を避けること。
- 聴覚過敏
- 耳鳴り
- オトガイ神経麻痺
- 肋間神経痛
- 三叉神経痛
- ささくれ
- ベリリウムアレルギー
- 電磁波過敏症
- 全抜歯
- 乳歯永久歯の間違いによるブラケット、爪、指の太さなどの成長停止がおこる。